# Rudy Rahme
Rudy Rahme, (nascido em outubro de 1967, Bsharri, Líbano), é um escultor, pintor e poeta libanês.    Ele esculpiu árvores de cedro mortas que deveriam ser cortadas e fez o "Cedro Lamartine"    na floresta de cedros de Deus no distrito de Bsharri, no Líbano. Ele esculpiu a estátua na entrada do museu Gibran khalil Gibran   . Ele esculpiu os caixões do ex-patriarca cardeal Nasrallah Sfeir       e do poeta libanês Said Akl.      

## Educação
Frequentou o College Saint Joseph Antoura CSJA em Keserwan e depois frequentou a “Académie Libanaise des Beaux-Arts - ALBA”. Em seguida, especializou-se em afresco e escultura na “Academia Spinelli” de Florença e depois estudou na “Fonderie Coubertin” em Paris.

## Trabalhos

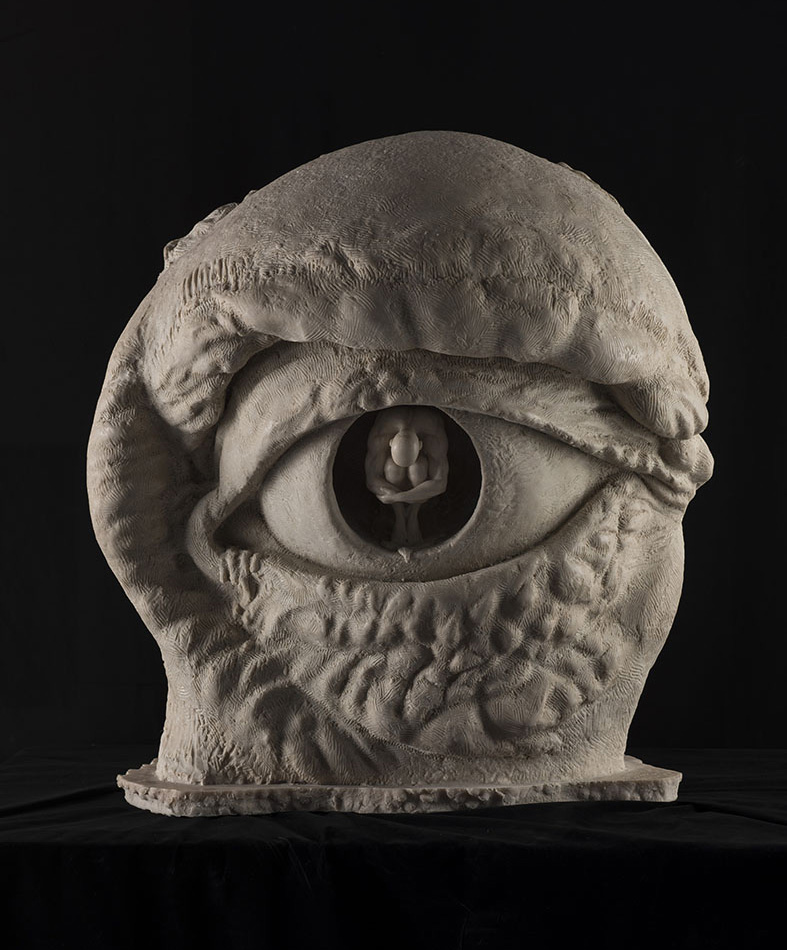
The Dream.

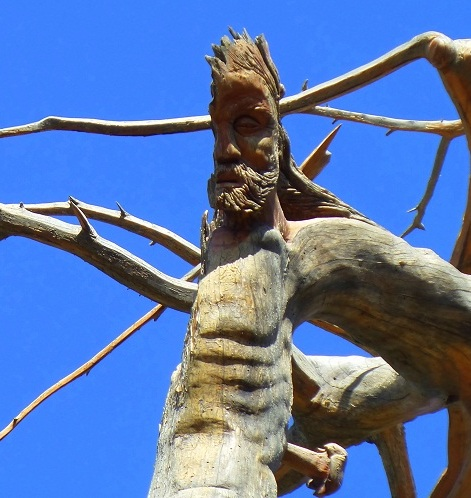
La Martine Tree, Cedars of God.

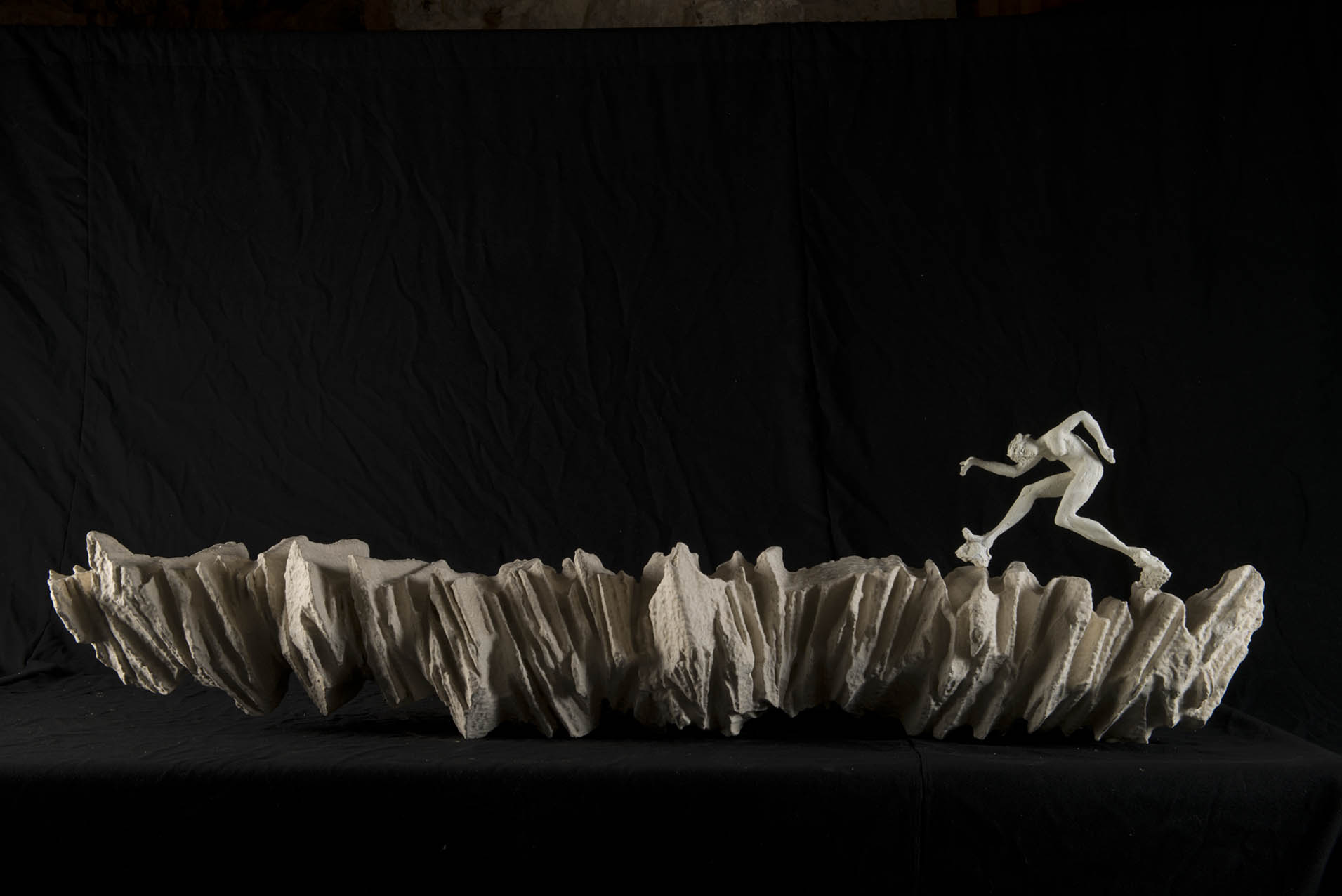
O infinito de Walking Rock.

- The Walking Rock infinito [21]
- O sonho [22]
- Busto de Jibran Khalil Jibran
- Praça Lamartine [23]
- The Walking Rock Series
- The Balance Series
- The Dancing Series
- A série religiosa
- The Bust Series
- Al Tajalli
- Gebran k Gebran
- Disse Akl
- A última Ceia
- A jangada
- Patriarca Sfeir

## Exposições
- 2020 - Austrália - Sydney - "Rejuvenescer" Galeria AAD [24]
- 2019 - Líbano - Beirute - The Garden Show 16 [25]
- 2018 - Líbano - Beirute - Artspace Hamra [26]
- 2017 - Emirados Árabes Unidos - Abu Dhabi - Le Royal Meridien [27] [28]
- 2016 - Itália - Imperia - a exposição internacional de fotografia de arte contemporânea [29]
- 2016 - Reino Unido - Londres - Galeria Monteoliveto : Cidades da Europa / Londres Calling [30]
- 2016 - Bélgica - Bruxelles - Salon international d'art contemporain [31]
- 2016 - França - Paris - Light and Transparencies galerie Etienne de Causans [32]
- 2015 - EUA - Miami - Miami River Art Fair 2015 [33]
- 2015 - Singapura - Singapura - WTECA [34]
- 2012 - Líbano - Beirute - Museu privado Tawazon Robert Mouawad
- 2011 - Líbano - Beirute - The Garden Show [35]